# Pisang (Manang)

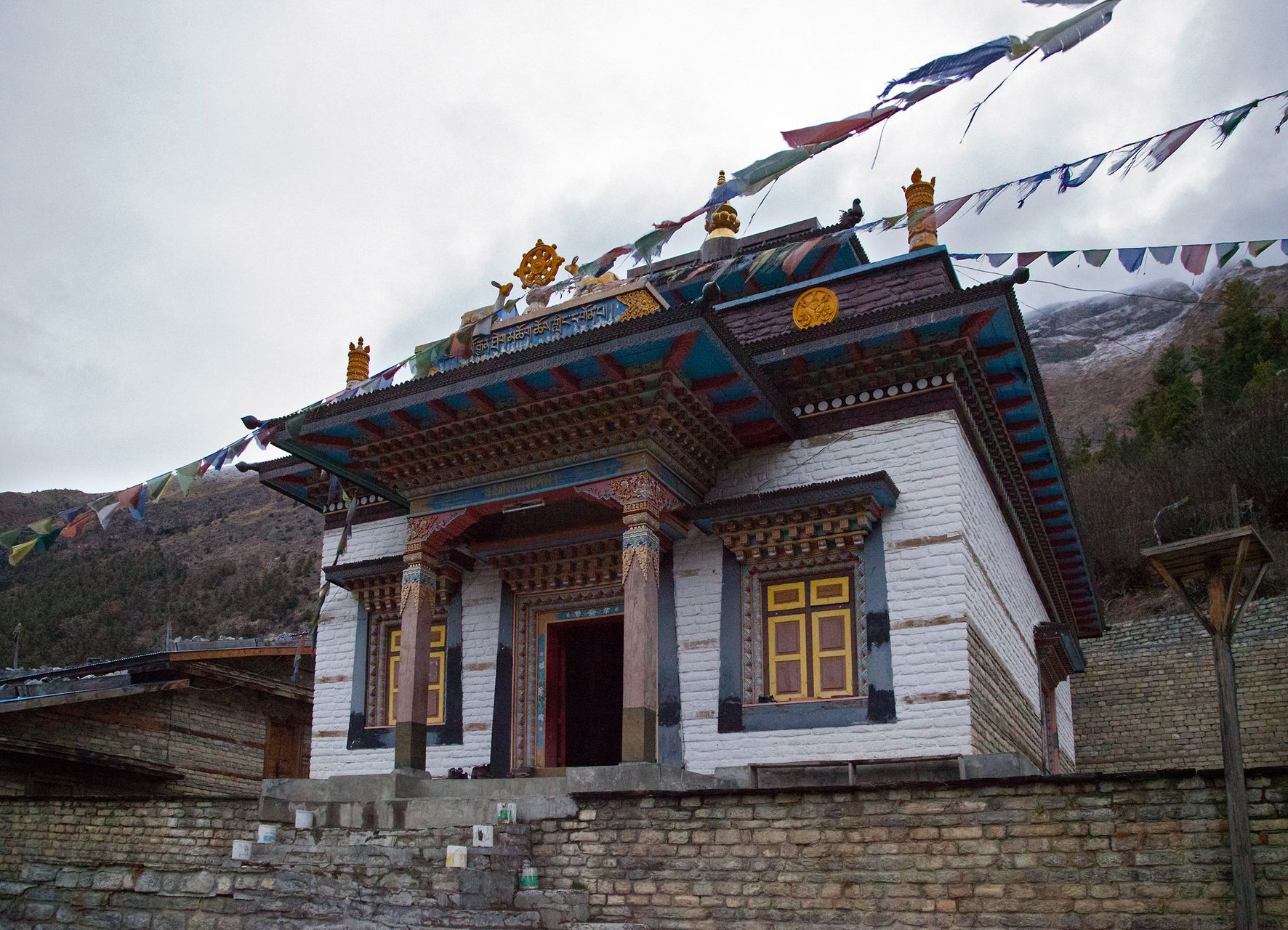
Buddhistischer Tempel im oberen Ortsteil von Pisang

Pisang (Nepali पिसाङ) ist ein Dorf und ein Village Development Committee in der Annapurnaregion im Distrikt Manang in Nordzentral-Nepal.
Pisang liegt im Manang-Tal und ist ein Etappenort der Trekkingroute Annapurna Circuit. Der Ort liegt an der Südflanke des gleichnamigen Berges Pisang. Pisang ist in einen oberen Ortsteil (oberhalb des nördlichen Flussufers des Marsyangdi auf 3300 m Höhe gelegen) und in einen unteren Ortsteil (auf 3200 m Höhe auf dem gegenüber liegenden Flussufer) gegliedert.
Im oberen Ortsteil befindet sich ein buddhistischer Tempel.

## Einwohner
Bei der Volkszählung 2011 hatte Pisang 307 Einwohner (davon 159 männlich) in 105 Haushalten.

## Dörfer und Weiler
Pisang besteht aus mehreren Dörfern und Weilern:
- Bhratang (3100 m ⊙)
- Dhikur Pokha (3180 m ⊙)
- Pisang (3300 m ⊙)
- Pisangbeshi (3200 m ⊙)
- Talekhu (2790 m ⊙)